# Åke Söderblom
Åke Fridolf Söderblom, född 20 januari 1910 i Fritsla, död 22 maj 1965 i Göteborg, var en svensk skådespelare samt  manus- och sångtextförfattare. Bland Söderbloms filmer märks Annonsera! (1936), O, en så'n natt! (1937), Klart till drabbning (1937), Landstormens lilla Lotta (1939), Kyss henne! (1940), Fröken Vildkatt (1941), Stackars Ferdinand (1941), Löjtnantshjärtan (1942), Lilla helgonet (1944), Idel ädel adel (1945), Flottans kavaljerer (1948) och Biffen och Bananen (1951).

## Biografi
Söderblom blev känd som en sprallig göteborgare som ofta spelade energisk och snacksalig spjuver i en mängd filmlustspel. Han gjorde sin första revy 1927 och blev en av de stora revystjärnorna på Södran och Scalateatern i Stockholm.
Åke Söderblom skrev tusentals kupletter, visor och revynummer, ofta i samarbete med Jules Sylvain. Bland hans många örhängen kan nämnas till exempel "Tangokavaljeren" (1932), "Jag kommer i kväll under balkongen" (1932), "Kan du vissla Johanna?", "Två små fåglar på en gren", "Vi har så mycket att säga varandra" och "Klart till drabbning" (1937).
Han arbetade ofta tillsammans med Thor Modéen, Åke Grönberg och Börje Larsson.  Med den senare bildade Söderblom duon Stor-Slam och Lill-Slam, med Söderblom som Lill-Slam. Bland hans kvinnliga motspelare fanns Annalisa Ericson och Sickan Carlsson. Bland hans många filmsuccéer kan nämnas till exempel Gentleman att hyra (1940), Spökreportern (1941) och Löjtnantshjärtan (1942).
Söderblom hade sin storhetstid på 1930- och 40-talen, sedan mattades leklusten och kreativiteten av. Hans medverkan i filmer fortsatte dock oförtrutet, även om kritiken var obarmhärtig och biobesökarna allt färre. Söderblom var långt över 40 år sista gången han fick spela värnpliktig matros på film.
Tillsammans med textförfattaren Fritz Gustaf Sundelöf skrev han flera manus och visor under pseudonymen Dom Där.
Åke Söderblom avled vid 55 års ålder av en hjärtinfarkt i pausen av föreställningen Himmelssängen på Lisebergsteatern i Göteborg 1965. Han är begravd på Lidingö kyrkogård.

### Privatliv
I sitt första äktenskap med Ann Mari Lindahl, senare gift med Carl Johan Ström, fick han dottern Lena Söderblom, som också blev skådespelare. Hans andra äktenskap 1940–1947 var med skådespelaren Anna-Lisa Söderblom, ogift Nilsson. I tredje giftet med sminkösen Gun Franzén fick han tre barn. Han var även en period på 1930-talet förlovad med Lizzy Stein.

## Filmografi
- 1933 – Den farliga leken
- 1934 – Hon eller ingen
- 1934 – Eva går ombord
- 1934 – Pettersson - Sverige
- 1935 – Kärlek efter noter
- 1935 – Ebberöds bank
- 1936 – Annonsera!
- 1937 – En sjöman går iland
- 1937 – O, en så'n natt!
- 1937 – Klart till drabbning
- 1937 – Ryska snuvan
- 1938 – Julia jubilerar
- 1938 – Blixt och dunder
- 1938 – Kustens glada kavaljerer
- 1939 – Kadettkamrater
- 1939 – Rena rama sanningen
- 1939 – Landstormens lilla Lotta
- 1939 – I deklarationstider
- 1940 – Snurriga familjen
- 1940 – Kyss henne!
- 1940 – Vi Masthuggspojkar
- 1940 – Gentleman att hyra
- 1940 – Lillebror och jag
- 1941 – Fröken Vildkatt
- 1941 – I natt – eller aldrig
- 1941 – Springpojkar är vi allihopa
- 1941 – Spökreportern
- 1941 – Stackars Ferdinand
- 1941 – Alla tiders krigare
- 1942 – En trallande jänta
- 1942 – Livet på en pinne
- 1942 – Löjtnantshjärtan
- 1942 – Sexlingar
- 1942 – Djurgårdsmässan
- 1943 – Prästen som slog knockout
- 1943 – Hans Majestäts rival
- 1943 – Lille Napoleon
- 1944 – Lilla helgonet
- 1945 – 13 stolar
- 1945 – Hans Majestät får vänta
- 1945 – Idel ädel adel
- 1946 – Försök inte med mej ..!
- 1947 – Maj på Malö
- 1947 – Bruden kom genom taket
- 1948 – Glada paraden
- 1948 – Kärlek, solsken och sång
- 1948 – Flottans kavaljerer
- 1949 – Boman får snurren
- 1949 – Vi flyger på Rio
- 1949 – Jungfrun på Jungfrusund
- 1949 – Svenske ryttaren
- 1950 – Södrans revy
- 1950 – Stjärnsmäll i Frukostklubben
- 1950 – Motorkavaljerer
- 1950 – Svensk vardag
- 1951 – Biffen och Bananen
- 1951 – Sköna Helena
- 1951 – Min vän Oscar
- 1952 – 69:an, sergeanten och jag
- 1952 – Åke klarar biffen
- 1952 – Blondie, Biffen och Bananen
- 1952 – Snurren direkt
- 1954 – Flottans glada gossar
- 1954 – Aldrig med min kofot eller Drömtjuven
- 1954 – Två sköna juveler
- 1954 – Brudar och bollar eller Snurren i Neapel
- 1955 – Flicka i kasern
- 1955 – Den glade skomakaren
- 1955 – Flottans muntergökar
- 1955 – Karusellen i fjällen
- 1956 – Sista natten
- 1957 – Klarar Bananen Biffen?
- 1958 – Kostervalsen
- 1960 – På mitt eget sätt
- 1961 – Lek ej med kärleken
- 1964 – Tre dar på luffen
- 1964 – Blåjackor
- 1965 – Här kommer bärsärkarna

## Regi
- 1949 – Boman får snurren
- 1942 – Sexlingar

## Teater

### Roller (ej komplett)
| År   | Roll           | Produktion                                                                             | Regi                      | Teater                                           |
| ---- | -------------- | -------------------------------------------------------------------------------------- | ------------------------- | ------------------------------------------------ |
| 1933 | Medverkande    | Folkets gröna ängar, revy Åke Söderblom, Herr Dardanell, Sten Axelson, Gösta Chatham   | Ragnar Klange             | Folkets hus teater                               |
| 1934 | Medverkande    | Sol över Söder, revy                                                                   |                           | Södra Teatern                                    |
| 1936 | Medverkande    | Klart söderut, revy Kar de Mumma och Åke Söderblom                                     | Björn Hodell              | Södra Teatern                                    |
| 1937 | Medverkande    | Karl Gerhards vershus, revy Karl Gerhard                                               |                           | Folkan                                           |
| 1943 | Medverkande    | Marsch till Söder, revy Dardanell, Dix Dennie, Åke Balltorp                            | Karl Kinch                | Södra Teatern                                    |
| 1944 | Tubbs          | Serenad Staffan Tjerneld och Lajos Lajtai                                              | Leif Amble-Naess          | Oscarsteatern                                    |
| 1948 | Medverkande    | Stockholm hela dan, revy Kar de Mumma                                                  | Douglas Håge              | Södra Teatern                                    |
| 1949 | Medverkande    | Söder ställer ut, revy Kar de Mumma, Nils Perne och Sven Paddock                       | Sven Paddock Egon Larsson | Södra Teatern                                    |
| 1950 | Medverkande    | Farväl till 40-talet, revy Kar de Mumma                                                | Sven Paddock              | Södra Teatern                                    |
| 1958 | Robert Giraux  | Bäddat för tre (Monsieur Masure) Claude Magnier                                        | Willy Peters              | Programbolaget                                   |
| 1960 | Medverkande    | Hagge Geigerts Visby-revy: Ett spel om den väg som till ruinen bär, revy Hagge Geigert | Hagge Geigert             | Borgen, Visby                                    |
| 1961 | William        | Alltsedan Adam och Eva Poul Sørensen och Erik Fiehn                                    | Egon Larsson              | Scalateatern                                     |
| 1963 |                | Gungstolen Hasse Ekman                                                                 | Hasse Ekman               | Lisebergsteatern                                 |
| 1964 | Konferencieren | Himmelssängen Kai Normann Andersen och Poul Henningsen                                 | Herman Ahlsell            | ABC-teatern Senare flyttad till Lisebergsteatern |